# Bahnstrecke Plessa–Kleinleipisch
| |                     |                                                                            |                                                                            |
| Streckenlänge: | 10 km               |                                                                            |                                                                            |
| Spurweite: | 900 mm (Schmalspur) |                                                                            |                                                                            |
| Stromsystem: | 1200 V =            |                                                                            |                                                                            |
| Streckengeschwindigkeit: | 30 km/h             |                                                                            |                                                                            |
| |                     |                                                                            |                                                                            |
| \| \| \| Bunker Kraftwerk Plessa[1] \| \| \| \| -0,5 \| Nebengleis und Ziegelei Plessa \| Nebengleis und Ziegelei Plessa \| \| \| 0,0 \| Bbf Brikettfabrik Plessa [Stw 11][2] \| Bbf Brikettfabrik Plessa [Stw 11][2] \| \| \| 0,2 \| Anst Tongrube Plessa[3] \| Anst Tongrube Plessa[3] \| \| \| 3,0 \| Floßgraben \| Floßgraben \| \| \| 9,5 \| Biotürme Lauchhammer \| Biotürme Lauchhammer \| \| \| 9,6 \| Lauchhammer-Süd \| Lauchhammer-Süd \| \| \| 10,0 \| Kleinleipisch [Stw3][4] \| Kleinleipisch [Stw3][4] \| \| \| \| \| \| \| \| \| Bahnstrecke Tröbitz–Kleinleipisch Bahnstrecke Kleinleipisch–Klettwitz Nord \| \| |                     |                                                                            |                                                                            |
| Strecke (außer Betrieb) |                     | Bunker Kraftwerk Plessa                                                    | Bunker Kraftwerk Plessa                                                    |
| Abzweig geradeaus und von links (Strecke außer Betrieb) | -0,5                | Nebengleis und Ziegelei Plessa                                             | Nebengleis und Ziegelei Plessa                                             |
| Dienststation / Betriebs- oder Güterbahnhof (Strecke außer Betrieb) | 0,0                 | Bbf Brikettfabrik Plessa [Stw 11]                                          | Bbf Brikettfabrik Plessa [Stw 11]                                          |
| Abzweig geradeaus und nach links (Strecke außer Betrieb) | 0,2                 | Anst Tongrube Plessa                                                       | Anst Tongrube Plessa                                                       |
| Brücke über Wasserlauf (Strecke außer Betrieb) | 3,0                 | Floßgraben                                                                 | Floßgraben                                                                 |
| Abzweig geradeaus und nach rechts (Strecke außer Betrieb) | 9,5                 | Biotürme Lauchhammer                                                       | Biotürme Lauchhammer                                                       |
| Abzweig geradeaus und nach rechts (Strecke außer Betrieb) | 9,6                 | Lauchhammer-Süd                                                            | Lauchhammer-Süd                                                            |
| Dienststation / Betriebs- oder Güterbahnhof (Strecke außer Betrieb) | 10,0                | Kleinleipisch [Stw3]                                                       | Kleinleipisch [Stw3]                                                       |
| |                     |                                                                            |                                                                            |
| Strecke (außer Betrieb) |                     | Bahnstrecke Tröbitz–Kleinleipisch Bahnstrecke Kleinleipisch–Klettwitz Nord | Bahnstrecke Tröbitz–Kleinleipisch Bahnstrecke Kleinleipisch–Klettwitz Nord |

Die  Bahnstrecke Plessa–Kleinleipisch war eine schmalspurige elektrische Förderbahn der Lausitzer Grubenbahn mit 900 mm Spurweite.
Die Strecke berührte die heutigen Ortsbereiche von Plessa, Lauchhammer und Kleinleipisch und verband von 1958 an das Kraftwerk Plessa sowie die Brikettfabrik Plessa mit den Förderstellen um Kleinleipisch und Klettwitz. In dieser Form bestand die Strecke bis Anfang 1992, sie wurde danach komplett abgebaut. Das Kraftwerk Plessa ist erhalten, auf dem Kohlebunker wurde eine Lokomotive als Denkmal aufgestellt. Auf dem Gelände der Anschlussbahn der Tongrube Plessa ist eine dort eingesetzte Diesellokomotive erhalten.

## Geschichte

### Entstehung
Ihren Anfang hatte diese Zweigstrecke der Lausitzer Grubenbahn schon um die Wende des 18./19. Jahrhunderts, als von dem damaligen Tagebau Agnes bei Plessa eine Kohlebahn zu den Verarbeitungsbetrieben (Brikettfabrik und Kraftwerk Plessa) gebaut wurde. In diesem Tagebau wurde die erste Abraumförderbrücke weltweit eingesetzt. Auf alten Fotografien aus der Zeit um 1930 ist sehr gut die damalige Kohleverbindungsbahn zu dem Kraftwerk und der Brikettfabrik Plessa zu sehen. Nach dem Zweiten Weltkrieg war die Grube Agnes ausgekohlt. Die Kohle in der unmittelbaren Umgebung wie aus dem Tagebau Plessa-Lauch hatte keine guten Qualitätseigenschaften und ließ sich nicht zu Brikett verarbeiten, weshalb Kohle aus dem Tagebau Kleinleipisch dafür verwendet werden sollte. Das war der Anlass zum Bau der Kohleverbindungsbahn Plessa–Kleinleipisch.

### Erweiterung nach dem Zweiten Weltkrieg
Nach dem Zweiten Weltkrieg waren große Veränderungen in der Braunkohleförderung bei Plessa erforderlich. Außer der Förderfähigkeit der umgebenden Gruben hatten sich die gesellschaftlichen Verhältnisse geändert. So war es möglich, auch von anderen Standorten Kohle zu beziehen, was mit dem um 1957 aufgenommenen Verkehr um Kleinleipisch möglich wurde. Die vorhandene Kohlebahn der Grube Agnes wurde bis Kleinleipisch verlängert. Die Eröffnung der Strecke wurde als 1958 angegeben. Sie war eingleisig ausgeführt und mit 1200 V Gleichspannung elektrifiziert. Zwischenstationen zwischen den Endbahnhöfen waren nicht vorhanden. Da die Endstation Plessa keine Wendeschleife und kein Umfahrungsgleis besaß, mussten die Züge von Kleinleipisch bis Plessa im beladenen Zustand geschoben befördert werden. Diese Beförderungsart war zur damaligen Zeit mit verminderter Geschwindigkeit nicht unüblich, außerdem boten die beladenen Züge in der Gefällefahrt und durch größtenteils unbebautes Gebiet lediglich ein geringes Sicherheitsrisiko. In der Gegenrichtung wurden die Leerzüge nach Kleinleipisch bzw. Aschezüge zum Befüllen der Tagebaurestlöcher befördert.
Die Oberleitungsspannung war während der Zeit der DDR auf 1200 V Gleichspannung standardisiert, die Züge mit Lokomotiven der Baureihe LEW EL 3 bespannt. Diese beförderten Kipper-Kohlewagen der Gothaer Waggonfabrik mit einem Fassungsvermögen von 56 Kubikmetern.

### Gegenwart

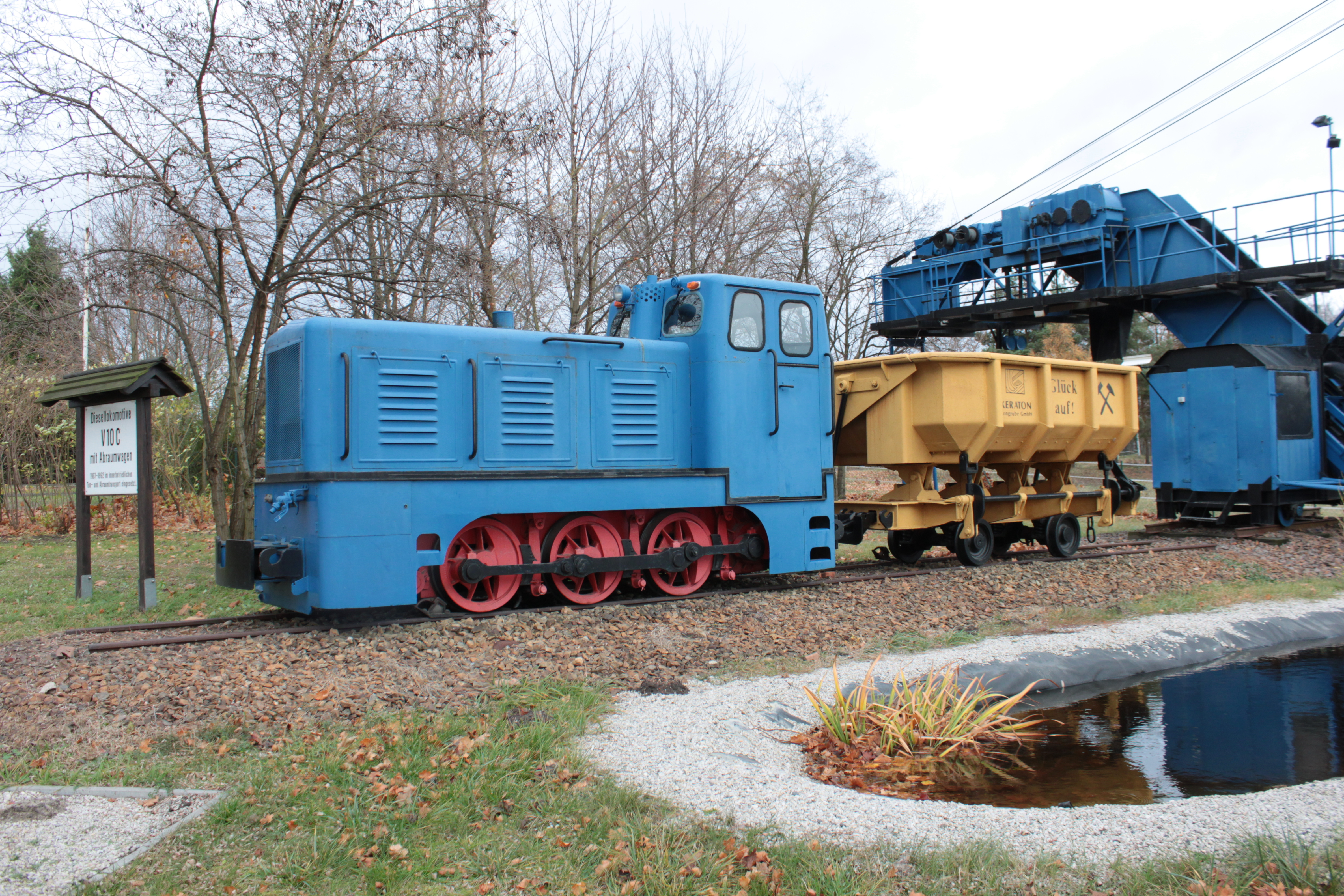
Erhaltene V 10 C bei der Anschlussbahn zur Tongrube in Plessa

1990 wurde die Brikettfabrik Plessa geschlossen, 1991 folgte die Anschlussbahn zur Tongrube und 1992 auch das Kraftwerk Plessa. Damit hatte die Bahnlinie Plessa–Kleinleipisch keine Grundlage mehr und wurde rasch zurückgebaut. Als das Kraftwerk Plessa im Rahmen der Internationale Bauausstellung Fürst-Pückler-Land zum Erlebnis-Kraftwerk Plessa umgestaltet wurde, wurde die Stammlokomotive der letzten Jahre auf den noch intakten Kohlebunker des Heizwerkes als Denkmal ausgestellt. Für die Tongrubenbahn wurde eine Denkmal auf dem Gelände geschaffen. Die Bahnstrecke wird nach dem Abbau zu einem kleinen Teil von der Niederlausitzer Bergbautour genutzt, der Großteil führt um Tagebaurestlöcher in der Plessaer Heide und Naturschutzgebiet Seewald.